# Santiago, Zacatecas
Santiago är en ort i Mexiko.   Den ligger i kommunen Pinos och delstaten Zacatecas, i den centrala delen av landet, 400 km nordväst om huvudstaden Mexico City. Santiago ligger 2 142 meter över havet och antalet invånare är 1 447.
Terrängen runt Santiago är huvudsakligen platt, men söderut är den kuperad. Terrängen runt Santiago sluttar norrut. Runt Santiago är det ganska glesbefolkat, med 21 invånare per kvadratkilometer. Santiago är det största samhället i trakten. Omgivningarna runt Santiago är i huvudsak ett öppet busklandskap.